# Rue des Houblonnières
La rue des Houblonnières est une rue de Liège située entre la rue de Fétinne et la rue des Vennes dans le quartier des Vennes. Elle est parallèle à la rue des Croix-de-Guerre.

## Historique
En 1873, sur des terrains cédés gracieusement à la Ville de Liège en 1869 par des propriétaires du coin, cette nouvelle rue est baptisée en souvenir du houblon l'on y cultivait antérieurement, comme la plupart des terrains alentour. Cultivé dans cette partie de Liège mais aussi à la Boverie, à Angleur, au Longdoz et à Sclessin-bas, le houblon liégeois était très réputé pour la fabrication de la bière.